# Meliskerke
Meliskerke (Zeeuws: Melis) is een dorp in de gemeente Veere, in de Nederlandse provincie Zeeland. Op 1 januari 2023 telde het dorp 1.465 inwoners. Meliskerke ligt in het hart van het voormalige eiland Walcheren.

## Geschiedenis
Meliskerke wordt voor het eerst genoemd in een oorkonde uit 1235 van de bisschop van Utrecht, als Meilofskerca. Het dorp stond ook wel bekend als Hugekerke, naar de mogelijke stichter van de parochie, Hugo.
Eeuwenlang was Meliskerke een ambachtsheerlijkheid. Tot 1400 zou het in leen zijn bij de Middelburgse abdij. Daarna kwam het grootste deel van de heerlijkheid in handen Van Borsele van Brigdamme. Door vererving ging Meliskerke in de 16e eeuw naar de familie Van Bourgondië. In 1610 verwierf Nicolaes de Vrieze de heerlijkheid en gebruikte de hofstede Huis te Meliskerke als zijn buitenplaats. Nadat de familie Bernage door vererving de heerlijkheid had gekregen, verkochten ze deze in 1745 aan Daniël Tulleken. Bij de verkoop was ook het ambacht Mariekerke inbegrepen. Na zijn dood in 1792 kreeg Jacobus Johannes de Bruyn de ambachten en de buitenplaats in eigendom. Zijn zoon Johannes Jacobus Leydekker de Bruyn volgde hem op in 1799. Na diens overlijden in 1811 werd de buitenplaats afgebroken. De familie De Bruyn bleef ook hierna nog in bezit van de ambachtsheerlijkheid.
Meliskerke was een zelfstandige gemeente van 1816 tot 1966, waarna het opging in de gemeente Mariekerke die in 1997 onderdeel werd van de gemeente Veere.
Bij de gemeenteraadsverkiezingen van 7 maart 2006 kreeg de lijst SGP-ChristenUnie 65,8% van de stemmen in Meliskerke, waarmee het dorp een van de hoogste percentages voor deze partijen in Nederland heeft. Een groot deel van de bevolking is lid van de plaatselijke Gereformeerde Gemeente.
Het dorp kwam landelijk in de belangstelling te staan na het verschijnen van het boek Dorsvloer vol confetti van Franca Treur. Dit boek beschrijft het dorpsleven van Meliskerke in de jaren negentig van de 20e eeuw.

## Bezienswaardigheden
De middeleeuwse kerk, voor de Reformatie Sint-Odulphuskerk geheten, heeft een toren die zestig centimeter uit het lood staat.
Sinds 2001 is het Zijdemuseum (World of Silk) in Meliskerke gevestigd. Het museum was gewijd aan de productie en toepassing van zijde. Later werd dit een winkelgalerij. Sinds 2010 is World of Silk enkel opgesteld als galerie.

## Geboren in Meliskerke
- Franca Treur (23 juni 1979), schrijfster en journaliste

## Zie ook

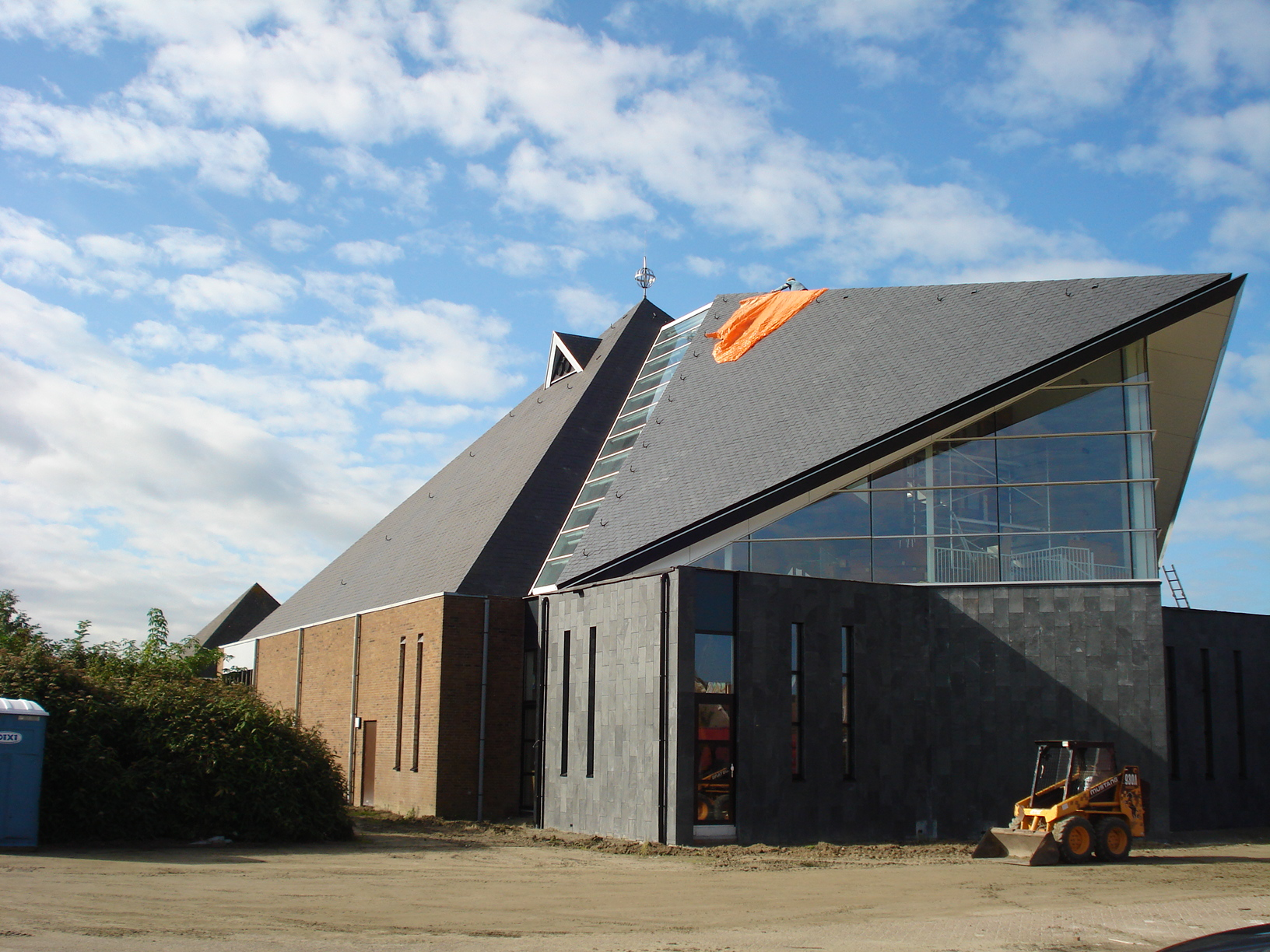
Kerkgebouw Gereformeerde Gemeente, uitgebreid in 2009 naar 1.050 zitplaatsen
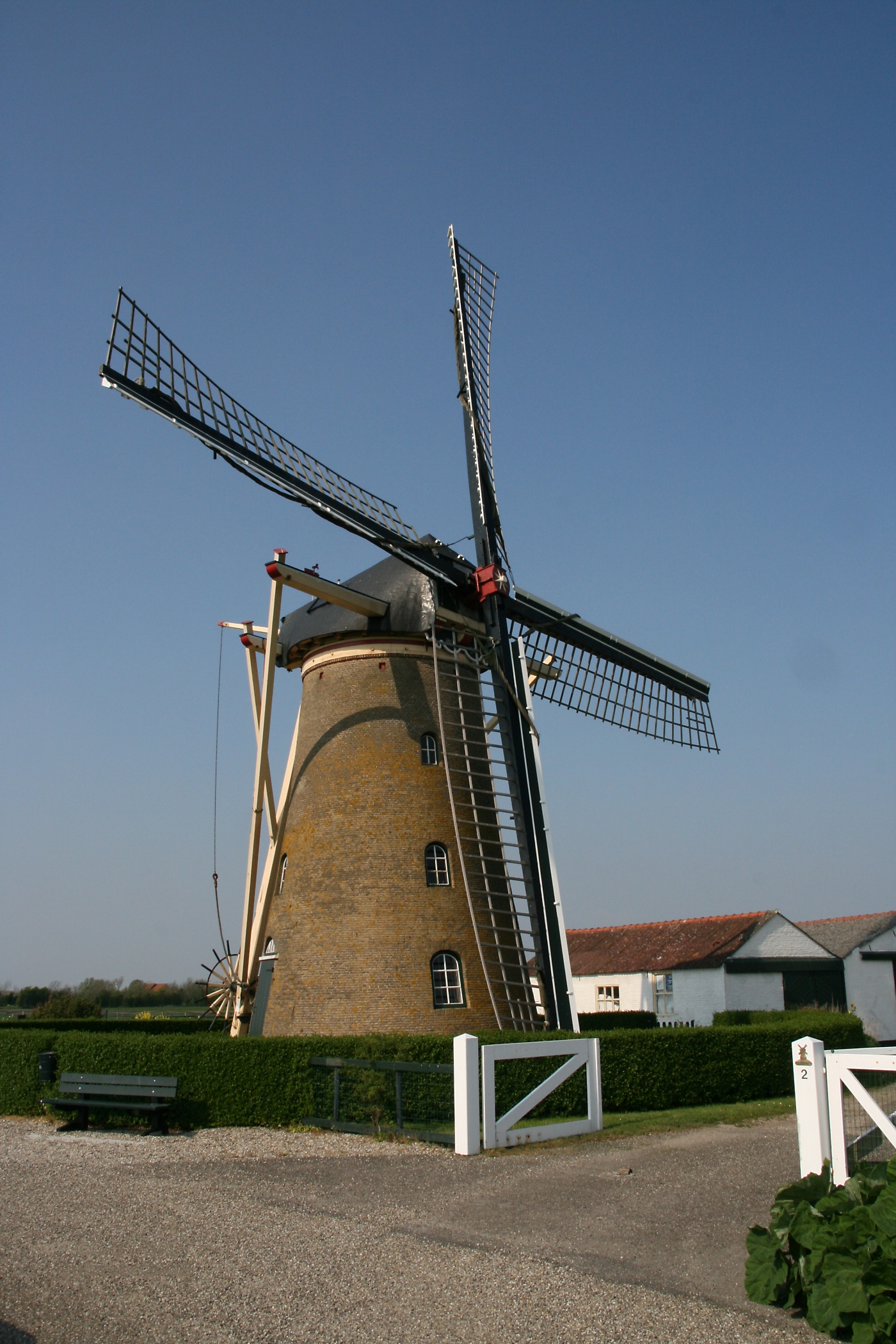
Meliskerkse Molen
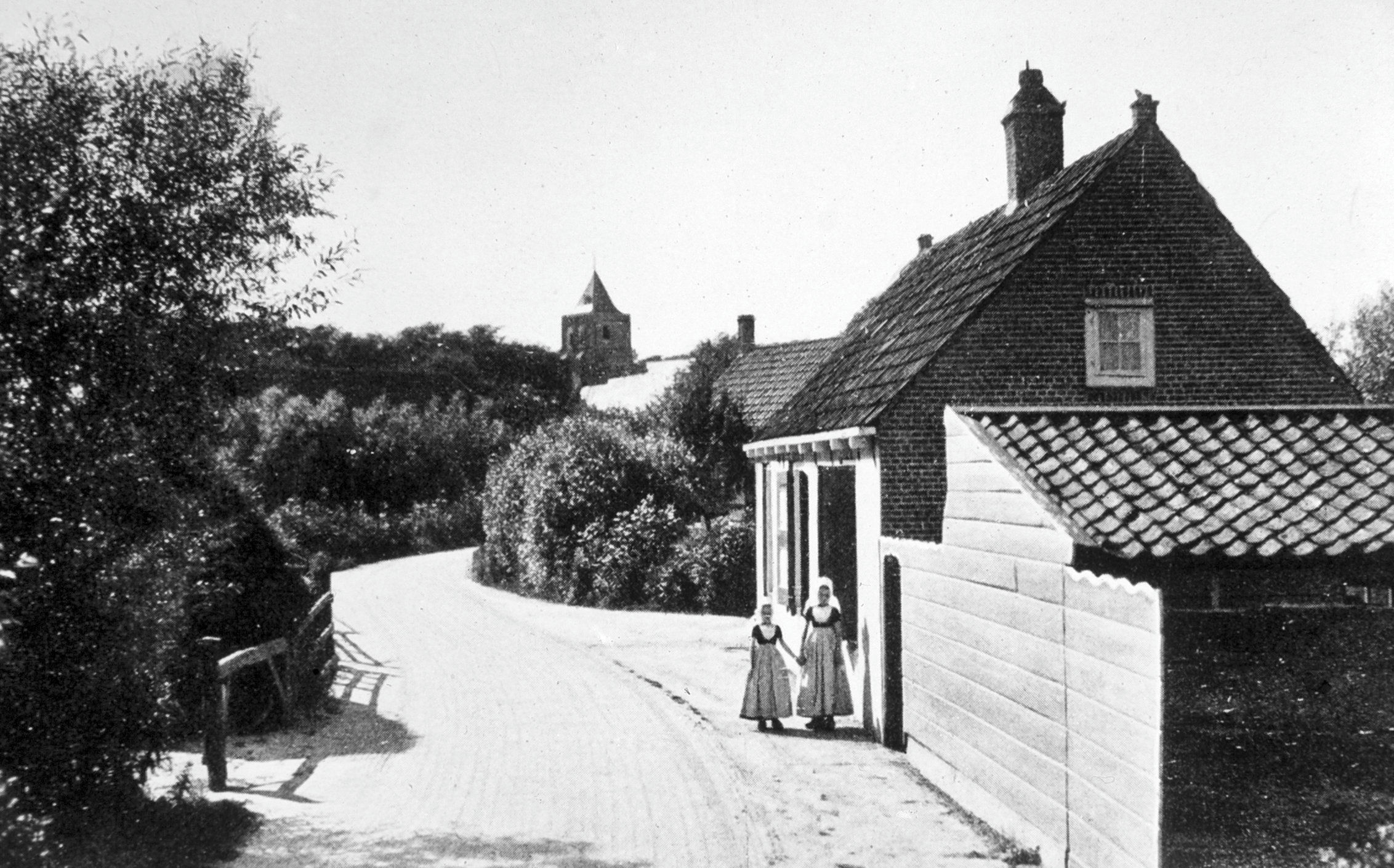
Meliskerke in 1933